# شهرستان بنی سعد
ناحیهٔ بنی سعد (به عربی: مدیریة بنی سعد) یک ناحیه در یمن است که در استان محویت واقع شده‌است.
ناحیهٔ بنی سعد ۵۹٬۰۱۵ نفر جمعیت دارد.